# Idem-Kuva Corona
L'Idem-Kuva Corona è una struttura geologica della superficie di Venere.